# Настінниця лікарська
Настінниця лікарська (Parietaria officinalis) — вид рослин з родини кропивових (Urticaceae), поширений у Європі й західній Азії.

## Опис

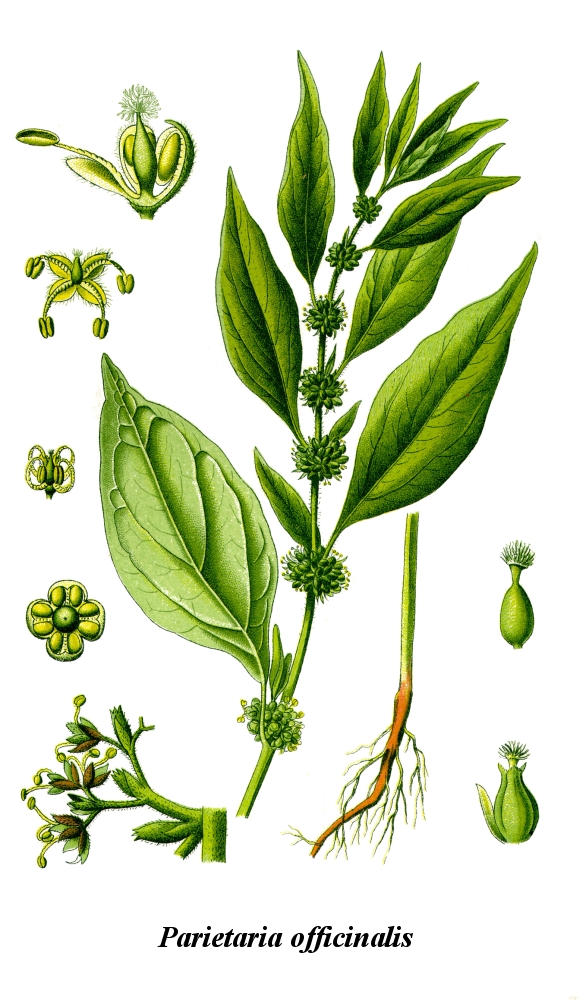
ілюстрація

Багаторічна рослина 30–100 см. Стебло прямостояче, зазвичай просте. Листки довгасто-ланцетні, довго загострені, 3–12(15) см завдовжки. Приквітки біля основи вільні.

## Поширення
Поширений у Європі й західній Азії.
В Україні вид зростає в тінистих місцях на кам'янистому ґрунті — у Закарпатті, західному Лісостепу і Криму, зрідка.